# Торре-ла-Рібера
Торре-ла-Рібера (ісп. Torre la Ribera, кат. Tor-la-ribera) — муніципалітет в Іспанії, у складі автономної спільноти Арагон, у провінції Уеска. Населення — 118 осіб (2009).
Муніципалітет розташований на відстані близько 420 км на північний схід від Мадрида, 80 км на схід від Уески.
На території муніципалітету розташовані такі населені пункти: (дані про населення за 2009 рік)
- Торре-ла-Рібера: 27 осіб
- Вілас-дель-Турбон: 38 осіб
- Вільякарлі: 34 особи
- Вісалібонс: 18 осіб

## Демографія
Динаміка населення (INE ):